# مریم ابراهیم‌وند

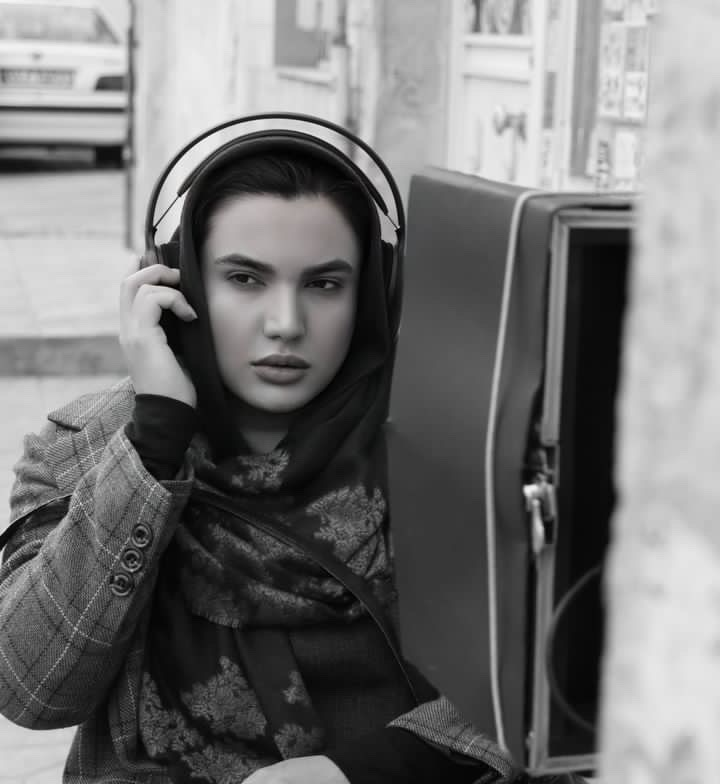
زادهٔ ۴ خرداد ۱۳۷۰

مریم ابراهیم وند با نام هنری مریم طاهر (زاده ۴ خرداد ۱۳۷۰ در اصفهان) فیلم نامه نویس، تهیه‌کننده و کاگردان مستقل ایرانی است.

## زندگی
مریم ابراهیم وند برای نخستین بار در سن ۱۸ سالگی به عنوان بازیگر در فیلم طنز عشق بازی کرد.
او سال ۱۳۸۸ در سن ۱۸ سالگی اولین فیلم بلند خود را به نام عشق را که فیلم طنز بود در مقام تهیه‌کننده ساخت. و بعد از آن چندین فیلم سینمایی و تلویزیونی را به نام‌های ما همه تنهاییم / ده روز پایانی / زمان بازگشت / سادات خانم / را تهیه کنندگی نمود و اولین فیلم بلند خود را در مقام کارگردان در سال ۱۳۹۲ به نام پانسیون دختران ساخت که فیلم جنجالی در حوزه آسیب‌های زنان و دختران جامعه با محوریت اعتیاد و تجاوز ساخته شد و در جشنواره فیلم شیملا هند برنده جایزه بهترین فیلم شد و همچنین در جشنواره فیلم مستقل آمریکا برنده بهترین فیلم و برنده بهترین کارگردانی در سال ۲۰۲۳ شد.
او در سال ۱۳۹۴ فیلم سینمایی ۲۴ سپتامبر را ساخت این فیلم به زندگی و شهادت قاری بین‌المللی قران و برنده مسابقات مالزی محسن حاجی حسنی کارگر در فاجعه منا عربستان می‌پردازد و این فیلم شکل انتقادی به خود گرفت که سال۱۳۹۵ فیلم پانسیون دختران و فیلم ۲۴ سپتامبر توقیف می‌گردد. و توسط نیروهای سازمان اطلاعات سپاه پاسداران دستگیر و به اتهام ساخت فیلم مبتذل و مخدوش نمودن چهره شهید والا مقام و نشر اکاذیب علیه اطلاعات سپاه پاسداران روانه زندان می‌گردد.

## تحصیلات
مریم ابراهیم وند دانشجوی کارشناسی علوم سیاسی از دانشگاه آزاد تهران مرکز بود که به علت دستگیری توسط نیروهای سازمان اطلاعات سپاه پاسداران از ادامه تحصیل محروم شد.
و بعد از مهاجرت تحصیلات خود را در رشته کارشناسی و کارشناسی ارشد مدیریت بین‌الملل از دانشگاه امپریال بیریتس فرانسه دریافت نمود.

## فیلم‌ها
| سال  | نام اثر        | نقش                  |
| ---- | -------------- | -------------------- |
| ۱۳۹۰ | عشق            | تهیه‌کننده            |
| ۱۳۹۱ | ده روز پایانی  | تهیه‌کننده            |
| ۱۳۹۲ | ما همه تنهاییم | تهیه‌کننده            |
| ۱۳۹۲ | زمان بازگشت    | تهیه‌کننده            |
| ۱۳۹۴ | سادات خانوم    | تهیه‌کننده            |
| ۱۳۹۴ | پانسیون دختران | تهیه‌کننده و کارگردان |
| ۱۳۹۴ | ۲۴ سپتامبر     | تهیه‌کننده و کارگردان |
| ۱۴۰۰ | به کدامین گناه | نویسنده و کارگردان   |
| ۱۴۰۲ | مادرانگی       | نویسنده و کارگردان   |

## جوایز
فیلم پانسیون دختران برنده بهترین فیلم و بهترین کارگردان از جشنواره مستقل آمریکا و جایزه بهترین فیلم از جشنواره بین‌المللی شیملا هند و برنده جام طلایی جشنواره بین‌المللی Better World Film Festival مونیخ آلمان را دریافت نموده است.
مستند مادرانگی در اسارت برنده جایزه بهترین مستند از جشنواره سیفت تورنتو کانادا و برنده جایزه بهترین مستند از جشنواره فیلم مستقل آمریکا و برنده جایزه بهترین مستند از جشنواره جهانی دانشجویی آمریکا را دریافت نموده است.

## داور جشنواره فیلم و موسیقی مستقل آمریکا
مریم ابراهیم‌وند، نویسنده، کارگردان و فعال حقوق زنان، به عنوان عضو دائمی و هیئت داوران جشنواره جهانی موسیقی و فیلم مستقل آمریکا در واشینگتن دی سی انتخاب شد. این انتخاب بر اساس سوابق حرفه‌ای، دانش سینمایی و تأثیرگذاری او در عرصه فیلمسازی مستقل انجام شده است.
این جشنواره یکی از معتبرترین رویدادهای بین‌المللی در حوزه فیلم و موسیقی مستقل است و هر ساله میزبان آثار برجسته‌ای از سراسر جهان می‌باشد.
با این انتصاب، مریم ابراهیم‌وند به عنوان یکی از چهره‌های تأثیرگذار در سینمای مستقل جهانی، نقش مهمی در ارزیابی و انتخاب آثار برتر این جشنواره ایفا خواهد کرد.

## «شاهزاده و پرنسس»؛ کتابی جنجالی دربارهٔ مریم ابراهیم‌وند
کتاب «شاهزاده و پرنسس»، نوشتهٔ جون داگوئیسو (June Daguiso)، نویسنده و فیلمساز آمریکایی، روایتی از زندگی مریم ابراهیم‌وند، نویسنده، کارگردان و فعال حقوق زنان است. این کتاب بر اساس علاقه نویسنده به زندگی و مبارزات مریم ابراهیم‌وند و با الهام از مطالب منتشرشده در اینترنت نوشته شده است.
این اثر با نگاهی داستانی و روایی، به چالش‌ها، موفقیت‌ها و تجربیات این سینماگر مستقل پرداخته و تلاش‌های او را در عرصه سینما، حقوق زنان و فعالیت‌های سیاسی منعکس می‌کند. جون داگوئیسو در این کتاب، تصویری از مقاومت، جسارت و تعهد به آزادی و عدالت را از نگاه یک نویسنده غربی ارائه داده و زندگی مریم ابراهیم‌وند را در قالب روایتی تأثیرگذار به مخاطبان جهانی معرفی کرده است.
کتاب «شاهزاده و پرنسس» هم‌اکنون در وب‌سایت آمازون منتشر شده و در دسترس عموم قرار گرفته است. انتشار این اثر بازتاب گسترده‌ای در محافل فرهنگی و ادبی داشته و نشان‌دهندهٔ تأثیرگذاری بین‌المللی مریم ابراهیم‌وند در عرصه سینما و فعالیت‌های اجتماعی است.

## فعالیت‌های اقتصادی
مریم ابراهیم وند بعد از مهاجرت در امارات متحده عربی با همکاری سیف محمد صغیر العوامی المنصوری که یک فرد اماراتی می‌باشد شرکت سرمایه‌گذاری به نام شرکت سرمایه‌گذاری مریم طاهر در سال ۲۰۲۲ با سرمایه اولیه ۱۰۰ میلیون درهم تأسیس نمودند که در پروژه‌های اقتصادی و کارخانجات صنعتی سرمایه‌گذاری می‌کنند.

## نامزد ریاست جمهوری
مریم ابراهیم وند در اعتراض به حقوق زنان و اصل ۱۱۵ قانون اساسی در سال ۱۳۹۶ در انتخابات ریاست جمهوری شرکت کرد و به عنوان نامزد ریاست جمهوری در مصاحبه ای بیان نمودند با توجه به اینکه مدیر دو شرکت اقتصادی می‌باشم می‌توانم مشکلات اقتصادی را حل کنم.